# Platyperigea
Sous-genre
Le sous-genre Platyperigea regroupe des lépidoptères (papillons) de la famille des Noctuidae, de la sous-famille des Noctuinae et du genre Caradrina.

## Espèces rencontrées en Europe
- Caradrina (Platyperigea) albina (Eversmann 1848)
- Caradrina (Platyperigea) aspersa (Rambur 1834)
- Caradrina (Platyperigea) kadenii (Freyer 1836)
- Caradrina (Platyperigea) montana (Bremer 1861)
- Caradrina (Platyperigea) petraea Tengström, 1869
- Caradrina (Platyperigea) proxima Rambur, 1837
- Caradrina (Platyperigea) terrea (Freyer 1840)